# Catherine Bréchignac
Catherine Bréchignac (Paris, 12 de junho de 1946) é uma física francesa. É "secrétaire perpétuel honoraire" da Académie des Sciences e ex-presidente do Centre national de la recherche scientifique (CNRS).

## Condecorações
- 2003 Prêmio Holweck
- 2011 Prêmio Weizmann de Mulheres na Ciência